# Рёфинген
Рёфинген (нем. Röfingen) — община в Германии, в земле Бавария. 
Подчиняется административному округу Швабия. Входит в состав района Гюнцбург. Подчиняется управлению Хальденванг.  Население составляет 1099 человек (на 31 декабря 2010 года). Занимает площадь 6,62 км².